# Ден Дува
Ден Дува (англ. Dan Duva; 7 листопада 1951 — пом. 30 січня 1996) — американський промоутер у боксі, засновник компанії «Main Events».
2003 року був введений до Міжнародної зали боксерської слави.
Батько Дена — Лу Дува, боксер і тренер, теж введений до Міжнародної зали боксерської слави, працював тренером та менеджером в компанії сина.

## Кар'єра  промоутера
Ден Дува у юнацькі роки займався боксом під керівництвом батька, але професійним боксером не став, отримавши 1977 року юридичну освіту.
У квітні 1978 року Ден зі своїм батьком і братом Діно Дува заснував промоутерську компанію «Main Events», яка існує і станом на 2025 рік (нею керує вдова Дена Кеті Дува). Ден подружився з Шеллі Фінкелем, потужним боксером, який переконав претендента в середній вазі Алекса Рамоса, майбутнього чемпіона світу в першій напівсередній вазі Джонні Бамфуса, майбутнього чемпіона світу у важкій вазі Тоні Такера, перспективного боксера в напівсередній вазі Тоні Аялу та перспективного важковаговика Мітча Гріна приєднатися до «Main Events».
Вперше отримав популярність у світі боксу завдяки просуванню чемпіонського бою Шуґара Рей Леонарда проти Томаса Гернса в напівсередній вазі 16 вересня 1981 року, який заробив 40 мільйонів доларів (що через інфляцію долара за курсом 2025 року складає 140 мільйонів доларів) від платних переглядів і закритих каналів та був визнаний Боєм 1981 року за версією журналу «Ринг».
Після Олімпіади 1984 Дува успішно підписав контракти з багатьма американськими учасниками олімпійських змагань з боксу, що допомогло компанії стати провідною.
Під його керівництвом «Main Events» просували таких відомих чемпіонів, як Евандер Голіфілд, Леннокс Льюїс, Пернелл Вітакер, Мелдрік Тейлор, Артуро Гатті, Вінні Пацієнца, Марк Бреленд та багатьох інших.
Кар'єра Дуви завершилася рано, коли він помер від пухлини мозку у віці 44 років.